# تمزق الحجاب الحاجز
تمزق الحجاب الحاجز (يسمى أيضًا إصابة الحجاب الحاجز أو التمزق) هو تمزق في الحجاب الحاجز، وهو عضلة موجودة في أسفل القفص الصدري تلعب دورًا مهمًا في التنفس. تنتج أشيع تمزقات الحجاب الحاجز المكتسبة عن صدمة جسدية، وقد تنتج عن صدمة حادة أو صدمة نافذة ويحدث عند حوالي 0.5% من بين جميع الأشخاص المصابين بصدمة.
تشمل تقنيات التشخيص الأشعة السينية والتصوير المقطعي والتقنيات الجراحية مثل الجراحة الاستكشافية. غالبًا ما يكون التشخيص صعبًا لأنه قد لا تظهر العلامات في صور الأشعة السينية، أو قد تكون العلامات مشابهة للحالات الأخرى. تشمل العلامات والأعراض ألمًا في الصدر والبطن وصعوبة في التنفس وانخفاض أصوات الرئة. عند تشخيص التمزق، يجب إجراء جراحة لإصلاحه.
عادة ما تكون إصابات الحجاب الحاجز مصحوبة بإصابات أخرى، وتشير إلى احتمال حدوث إصابة أكثر خطورة. غالبًا ما تعتمد النتيجة على الإصابات المصاحبة أكثر من اعتمادها على إصابة الحجاب الحاجز نفسها. نظرًا لأن الضغط أعلى في تجويف البطن من تجويف الصدر، فإن تمزق الحجاب الحاجز يرتبط دائمًا بانفتاق أعضاء البطن إلى التجويف الصدري، وهو ما يسمى بفتق الحجاب الحاجز. يمكن أن يتداخل هذا الفتق مع التنفس.

## العلامات والأعراض
قد تشمل الأعراض الألم، وضيق التنفس (ضيق التنفس عند الاستلقاء بشكل أساسي)، والسعال. قد تظهر عند مرضى فتق أعضاء البطن علامات انسداد الأمعاء أو تعفن الدم في البطن. يمكن سماع أصوات الأمعاء في الصدر، وقد يكون هناك ألم في الكتف أو ألم شرسوفي. في حال عدم ملاحظة الإصابة على الفور، ستكون الأعراض الرئيسية هي تلك التي تشير إلى وجود انسداد معوي.

## الأسباب
قد يكون سبب تمزق الحجاب الحاجز هو صدمة حادة، أو رضوض نافذة، أو أسباب علاجية المنشأ (نتيجة للتدخل الطبي)، أثناء الجراحة في البطن أو الصدر مثلًا. وقد يحدث بشكل عفوي أثناء الحمل أو بدون سبب واضح. أُبلغ عن إصابة الحجاب الحاجز في 8% من حالات إصابة الصدر الحادة. في حالات الصدمات غير الحادة، تعتبر حوادث السيارات والسقوط من أكثر الأسباب شيوعًا. لوحظ أن الصدمة النافذة تسبب 12.3-20% من الحالات، ولكنها اقتُرحت أيضًا كسبب أكثر شيوعًا من الصدمة الحادة. قد تكون التناقضات ناتجة عن عوامل إقليمية واجتماعية واقتصادية متفاوتة في المناطق المدروسة. قد تسبب الجروح الناتجة عن الطعنات والطلقات النارية إصابات في الحجاب الحاجز. يُوجّه الأطباء على الاشتباه في تمزق الحجاب الحاجز خاصة إذا حدثت صدمة مخترقة في أسفل الصدر أو الجزء العلوي من البطن. في حال الصدمة النافذة، قد لا تنفتق محتويات البطن في تجويف الصدر على الفور، ولكن قد يحدث ذلك لاحقًا، مما يتسبب في تأخير التشخيص. نظرًا لأن الحجاب الحاجز يتحرك لأعلى ولأسفل أثناء التنفس، فإن الصدمة في أجزاء مختلفة من الجذع قد تؤدي إلى إصابة الحجاب الحاجز، بعض الإصابات النافذة العالية مثل إصابة الضلع الثالث والمنخفضة مثل الثاني عشر قد تؤدي لإصابة الحجاب الحاجز أيضًا. حدثت حالات علاجية المنشأ كأحد مضاعفات الإجراءات الطبية التي تُجرى على الصدر أو البطن. وحدثت بعض الإصابات أيضًا كأحد مضاعفات بزل الصدر والاستئصال بواسطة الترددات الراديوية.

## العلاج
بما أن الحجاب الحاجز في حالة حركة مستمرة مع حركات التنفس، ولأنه يتعرض للشد، فلن تلتئم التمزقات من تلقاء نفسها. عادة ما تصبح الإصابة أكبر مع مرور الوقت في حال لم تُعالج. تتمثل الأهداف الرئيسية للجراحة في إصلاح أي إصابات في الحجاب الحاجز وإعادة أي أعضاء مغطاة بالفتق إلى مكانها الأصلي. يكون ذلك عن طريق إزالة الأنسجة غير القابلة للنمو وإصلاح التمزق. في معظم الأحيان، تُعالَج الإصابة أثناء فتح البطن. الجراحة المبكرة مهمة، بسبب احتمالية حدوث ضمور في الحجاب الحاجز والتصاقات بمرور الوقت. يكون العلاج عبر تطبيق الغرز في مناطق التمزق. قد تشكل الإصابات الأخرى، مثل تدمي الصدر، تهديدًا فوريًا وقد تحتاج إلى العلاج أولاً إذا كانت مصحوبة بتمزق الحجاب الحاجز. يمكن استخدام تنظير الصدر بمساعدة الفيديو.

## الإنذار
يرتبط تمزق الحجاب الحاجز المعزول في معظم الحالات بنتائج جيدة عند إصلاحه جراحيًا. يُقدر معدل الوفيات بسبب تمزق الحجاب الحاجز بعد الصدمة الحادة والإصابات النافذة بـ 15-40% و10-30% على التوالي، لكن الإصابات الأخرى تلعب دورًا كبيرًا في تحديد النتيجة. إن فتق أعضاء البطن موجود عند 3-4% من الأشخاص المصابين بصدمات في البطن والذين يذهبون إلى مركز الصدمات.